# Дава (річка)
Дава (англ. Dawa) — річка на південному сході Ефіопії. Зливається з річками Генале і Войб та утворює річку Джуба, що впадає в Індійський океан. Починається на Ефіопському нагір'ї, нижню течію річки утворює кордон між Ефіопією і Кенією.

## Географія
Дава бере початок на Ефіопському нагір'ї на схід від Алета-Вендо, тече на південь і схід, з'єднується з Генале на кордоні з Сомалі, після чого річки утворюють річку Джуба. Дауа є частиною кордону частиною кордону між Ефіопією і Кенією і між Ефіопією і Сомалі. Долина річки відносно широка, з пологими схилами оголеною корінний породи. Нижня течія проходить через долину, яка класифікується як що знаходиться у відносно молодому періоді ерозії. Уздовж річки між її притоками Авата і Кожова було знайдено золото. Крім цього, в 1958 році в долині Дави геологами були виявлені титанові мінерали рутил і ільменіт .